# زنبق نیمروز
زنبق نیمروز (نام علمی: Iris sisyrinchium) نام مترادف (نام علمی: Iris Gynandriris sisyrinchium) یکی از گونه‌های سردهٔ زنبق است. ارتفاع گیاه از ۸ تا ۵۰ سانتی‌متر است. غده کروی آن با پوشینه‌های الیافی توری مستور است. برگ‌های ناودانی آن در حدود ۵ میلی‌متر عرض و آویزهای گل از ۲ و نیم تا ۳ و نیم سانتی‌متر طول دارد. به واسطهٔ ویژگی نسبتاً فنی خامهٔ گل این گونه با سایر زنبق ها متفاوت بوده و روی همین اصل اغلب به جنس آفریقایی  Gynandriris  نسبت داده می‌شود. معمولاً در مزارع یا نزدیک آنها از ارتفاع  ۱۰ تا ۱۶۰۰ متری روئیده و دارای منطقهٔ پراکنشی وسیعی است ولی به نظر می‌رسد که در فلات مرکزی ایران نسبتاً نادر باشد. فصل گلدهی اسفند تا فروردین است.